# Rosa naranja
Rosa naranja es una mezcla de los colores rosa y naranja, es un color claro dentro de la tonalidad del rojo naranja y es similar al salmón.